# Solon Torres de Morais

Solon Torres e diretoria da Ericsson na Eletrosom, década de 1960.

Primeira Logomarca da Eletrosom LTDA

Segunda Logomarca da Eletrosom LTDA

Solon Torres de Morais (Patos, 8 de dezembro de 1921 – Recife, 4 de novembro de 1995) foi um empresário brasileiro. Instalou o primeiro telefone na ilha de Fernando de Noronha, Pernambuco.
Diretor da Telefônica, Telingra e TELPA de 1946 a 1964 (Paraíba)
Diretor da Eletrosom de  1964 a 1995 (Paraíba e Pernambuco), representante exclusivo da Ericsson no Brasil nas décadas de 1960 e de 1970.